# Nueva Francia, Mexiko
Nueva Francia är en ort i Mexiko.   Den ligger i kommunen Jiquipilas och delstaten Chiapas, i den sydöstra delen av landet, 700 km sydost om huvudstaden Mexico City. Nueva Francia ligger 619 meter över havet och antalet invånare är 496.
Terrängen runt Nueva Francia är kuperad åt nordost, men åt sydväst är den platt. Runt Nueva Francia är det ganska glesbefolkat, med 38 invånare per kvadratkilometer. Närmaste större samhälle är Cintalapa de Figueroa, 9,4 km sydväst om Nueva Francia. Omgivningarna runt Nueva Francia är en mosaik av jordbruksmark och naturlig växtlighet.